# Зорино (Обоянський район)
Зорино (рос. Зорино) — село в Обоянському районі Курської області Російської Федерації.
Населення становить 1222 особи. Входить до складу муніципального утворення Зоринська сільрада.

## Історія
Населений пункт розташований на території українського етнічного та культурного краю Східна Слобожанщина.
Від 2004 року входить до складу муніципального утворення Зоринська сільрада.

## Населення
| 2002 | 2010  |
| ---- | ----- |
| 1333 | ↘1222 |